# Noctuaire
Noctuaire de Maurice Ohana est une courte pièce à caractère pédagogique, destinée au concours de fin d'année du Conservatoire de Boulogne-Billancourt. Elle est dédiée à Jean Brizard (violoncelle) qui en a assuré la création avec Alain Louvier (piano), lors du festival de La Rochelle en 1975.
La durée d'exécution est d'environ 7 minutes.
Son écriture est volontairement simple et claire, tout en offrant un éventail des possibilités techniques et expressives du violoncelle.
Maurice Ohana a manifesté un intérêt certain pour cet instrument puisqu'il a composé Syrtes en 1970, à la demande de Mstislav Rostropovitch et, en 1978, L'Anneau du Tamarit, concerto pour violoncelle et orchestre.